# Andrew S. Fulton
Andrew Steele Fulton, född 29 september 1800 nära Waynesboro i Virginia, död 22 november 1884 nära Austinville i Virginia, var en amerikansk politiker (whig). Han studerade juridik i Staunton och inledde 1825 sin karriär som advokat i Virginia. Han representerade Virginias 13:e kongressdistrikt i USA:s representanthus 1847–1849 och arbetade senare som domare.